# James David Zellerbach
James David Zellerbach (* 17. Januar 1892 in San Francisco, Kalifornien; † 3. August 1963 ebenda) war ein US-amerikanischer Unternehmer und Diplomat.

## Leben
James Zellerbach entstammte einer Industriellenfamilie. Sein Großvater Anthony, ein 1832 in Bayern geborener Jude, war 1846 in die Vereinigten Staaten ausgewandert und hatte dort 1882 das Papierherstellungsunternehmen Zellerbach Paper Company gegründet. James Zellerbachs Vater Isadore übernahm nach dem Tod von Anthony Zellerbach die Leitung der Firma. In dieses Unternehmen stieg James Zellerbach 1913 ein, nachdem er seinen Abschluss an der University of California gemacht hatte. 1938 wurde er Präsident des Unternehmens, das nach mehreren Fusionen seit 1928 Crown Zellerbach hieß. 1956 legte er diese Funktion nieder. Während dieser Zeit hatte er im Jahr 1948 als Direktor für den Marshallplan in Italien fungiert. Zeitweise war er auch Direktor der Wells Fargo Bank und der Union Trust Company.
Am 24. November 1956 wurde Zellerbach von US-Präsident Dwight D. Eisenhower zum Botschafter der Vereinigten Staaten in Italien ernannt. Da sich der Kongress in der Sitzungspause befand, wurde dafür ein Recess Appointment genutzt. Die formale Nominierung erfolgte am 30. Januar 1957, woraufhin der Senat der Vereinigten Staaten Zellerbachs Ernennung bestätigte und dieser sein Amt in Rom am 6. Februar desselben Jahres antreten konnte. Er übte es bis zum 10. Dezember 1960 aus. Am 3. August 1963 erlag er in seiner Heimatstadt San Francisco den Folgen eines Gehirntumors.